# Mouvement démocrate (Israël)
Pour les articles homonymes, voir Mouvement démocrate.
Le Mouvement démocrate (hébreu: תנועה דמוקרטית, Tenoa'a Demokratit) était un parti politique israélien éphémère formé à la suite de la scission spectaculaire du Dash. Fondé en 1978, son existence se prolongea jusqu'en 1981.